# Abdelmalek Ziaya
Abdelmalek Ziaya (Guelma, 23 gennaio 1984) è un ex calciatore algerino, di ruolo attaccante.